# Илиян Джевелеков
Илиян Джевелеков е български режисьор, сценарист и продуцент.

## Биография
Илиян Джевелеков е роден на 10 май 1966 година в Пловдив. Следва психология в Софийския университет. Завършва кино и ТВ режисура в Националната академия за театрално и филмово изкуство в класа на акад. Людмил Стайков. В периода на следването си работи като режисьор в студентска програма „КУ-КУ“.
През 1993 година филмът на Илиян Джевелеков „Искам да съм свободен“ печели награда за най-добър късометражен филм на Международния филмов фестивал „Златна роза“ във Варна. От 1994 до 2000 година работи като продуцент и режисьор в компанията „Ку-ку филм“.
През 2001 година Илиян Джевелеков, Матей Константинов и Георги Димитров създават продуцентска компания „Мирамар Филм“, която днес се нарежда сред водещите производители на документални и игрални филми, както и на ТВ реклами в България.

### Продуцент
„Дзифт“ (2008) на режисьора Явор Гърдев е продуцентски дебют на Илиян Джевелеков в пълнометражното игрално кино. Филмът получава наградата Сребърен Свети Георги на Московския кинофестивал, Наградата „Златна роза“ на фестивала на българското кино във Варна и след това участва в много престижни международни фестивали. Филмът е продаден в САЩ, както и в много европейски държави.

### Режисьор
„LOVE.NET“ е режисьорският дебют на Илиян Джевелеков. Филмът се завърта в кината на 1 април 2011 година, като събира над 206 000 зрители и се нарежда в топ 10 класацията на най-добрите бокс офис постижения в България за всички времена. Международната премиера на филма се състои през месец юни в рамките на Московския международен кинофестивал. На Фестивала на българския игрален филм „Златна роза“ филмът получава награда за най-добра женска роля (Лилия Маравиля), най-добър сценарий (Нели Димитрова, Матей Константинов, Илиян Джевелеков) и награда за дебют в лицето на режисьора Илиян Джевелеков. Love.net се представя и в състезателни и паралелни програми на престижни международни фестивали, сред които Братислава, Калкута, Бахамите.

## Филмография

### LOVE.NET (2011)
Режисьор, продуцент, сценарист
- 2010 – Московски международен филмов фестивал
  - Номиниран – Официална номинация извън състезателна програма
- 2011 – Фестивал на българското игрално кино „Златна роза“
  - Награда – Сценарий – Нели Димитрова, Матей Константинов, Илиян Джевелеков
  - Награда – Главна женска роля – Лилия Маравиля
  - Награда – Режисьорски дебют – Илиян Джевелеков
- 2011 – Братислава – Международен филмов фестивал
  - Номинация – Състезателна програма
- 2011 – Калкута – Международен филмов фестивал
  - Номинация – Международно кино
- 2011 – Бахамите – Международен филмов фестивал
  - Номинация – Състезателна програма
- 2011 – Награди на Българската филмова академия
  - Награда – Режисьор – Илиян Джевелеков
  - Награда – Оператор – Емил Христов (b.a.c.)
  - Награда – Филмова сценография – Георги Димитров
  - Награда – Монтаж – Александра Фучанска
  - Номинация – Най-добър игрален филм
  - Номинация – Главна женска роля – Лилия Маравиля
  - Номинация – Сценарий – Нели Димитрова, Матей Константинов, Илиян Джевелеков
  - Номинация – Композитор – Петко Манчев
  - Номинация – Художник костюми – Кристина Томова, Силвия Владимирова
- 2012 – Румъния – Международен филмов фестивал
  - Номинация – Състезателна програма
- 2012 – Кипър – Международен филмов фестивал
  - Номинация – Състезателна програма[5]

### КУБА Е МУЗИКА (2009)
Режисьор, продуцент, сценарист
- 2009 – Международен филмов фестивал София
  - Номинация – Documentary Program Out of Competition
- 2009 – Temecula Valley International Film and Music Festival, California
  - Номинация – Програма документални филми
- 2009 – Фестивал за българско документално и анимационно кино „Златен ритон“, Пловдив
  - Номинация – Официална програма
- 2009 – Международен ТВ Фестивал „Златна Ракла“, Пловдив
  - Номинация – Официална програма
- 2009 – EastSilver Film Market, Jihlava
  - Номинация – Награда „Сребърно око“
- 2009 – Световен филмов фестивал – Банкок
  - Номинация – Програма „музика и танци“
- 2010 – Румъния – Международен филмов фестивал
  - Номинация – CineBlackSea Програма документални филми
- 2010 – CinePecs Международен филмов фестивал
  - Номинация – Програма „На фокус“
- 2011 – Международен фестивал за филми за музика „КАМЕРаТОН“, Полша
  - Номинация – Официална програма[6]

### Дзифт (2008)
Продуцент
- 2008 – Московски международен филмов фестивал
  - Награда – Silver St. George for Best Director in Main Competition – Явор Гърдев
  - Награда – The prize of the Russian Film Clubs Federation for Best Film in Main Competition
- 2008 – Торонто – Международен филмов фестивал
  - Номинация – Discovery Competition
- 2008 – Фестивал на българското игрално кино Златна роза
  - Награда – Най-добър филм „Златна роза“
  - Награда – Главна мъжка роля – Михаил Мутафов
  - Награда – Оператор – Емил Христов (b.a.c.)
  - Награда – Монтаж – Kevork Aslanyan
  - Награда – Special Prize of the Film Critics Association
  - Награда – Best Producers Special Prize bestowed by New Boyana Film
- 2009 – Международен филмов фестивал София
  - Награда – Специалната награда на Международното жури
  - Награда – Награда „Кодак“ за най-добър български филм
- 2009 – Вилнюс – Международен филмов фестивал „Кино Пролет“
  - Награда – Най-добър режисьор (Special Mention) – Явор Гърдев[7]